# Echecratidi
Gli Echecratidi (in greco antico: Ἐχεκρατίδαι?) sono stati una famiglia aristocratica della Tessaglia originaria di Farsalo nei secoli VI e V a.C. e contesero il controllo della regione agli Scopadi di Crannone e agli Alevadi di Larissa, con i quali rivaleggiarono vivacemente per il titolo di tago (in greco antico: ταγός?), carica suprema dei Tessali, che, fra gli Echecratidi, rivestirono Echecratida I, vissuto all'incirca tra il 580 e il 520 a.C., e suo figlio Antioco, che secondo la testimonianza di Eschine Socratico sarebbe morto certamente prima del 498 a.C. e nato tra il 550 e il 540 a.C..

## Storia
La politica degli Echecratidi fu caratterizzata da un generale conservatorismo e pacifismo ed ebbe tendenze aristocratiche per tradizione e per opposizione agli Alevadi. In ombra durante le guerre persiane, quando era tago Torace di Larissa degli Alevadi che parteggiavano per i Persiani, gli Echecratidi riacquisirono preminenza dopo la vittoria greca di Platea del 479 a.C. e la conseguente rovina dei loro rivali. Fra il 476 e il 460 a.C. regnò probabilmente Echecratida II,  figlio di Antioco, e grazie a lui i Tessali nel 461 a.C. strinsero alleanza con Atene e Argo. Tre anni dopo, tuttavia, quando gli Ateniesi combattevano a Tanagra contro gli Spartani, i Tessali passarono dalla parte di questi ultimi, abbandonando i loro alleati e nello stesso tempo il figlio di Echecratida II, Oreste, fu cacciato dalla patria e trovò rifugio proprio presso gli Ateniesi: le nuove forze democratiche, rinvigoritesi dopo le guerre persiane, si opposero alle indicazioni politiche degli Echecratidi per eliminarne il potere. La sorte della famiglia era segnata per sempre e mai Oreste riuscì a rientrare a Farsalo, nonostante il tentativo appoggiato da un corpo attico e da milizie focesi e beote.